# Lineární přenos energie
Lineární přenos energie (LET) je fyzikální veličina popisující hustotu předávání energie prostředí ionizujícím zářením. Používá se pro popis vlastností ionizujícího záření v dozimetrii.
LET je definován pouze pro nabité částice a to jako poměr:
{\displaystyle L_{\Delta }=\left({\frac {dE}{dl}}\right)_{\Delta }}
přitom {\displaystyle dl} tu je vzdálenost, kterou částice prošla, a {\displaystyle dE} energie, kterou po této dráze předala prostředí pomocí nepružných srážek doprovázených přenosem energie nižším jak {\displaystyle \Delta }.
LET představuje přechodovou veličinu mezi dozimetrií a mikrodozimetrií. Zároveň je to nestochastická veličina jako třeba dávka, na druhé straně ale díky omezení předávané energie zohledňuje lokální depozici energie - čím nižší je {\displaystyle \Delta }, tím blíže k místu primární interakce je energie nakonec deponována.
Při {\displaystyle \Delta \rightarrow \infty } je LET číselně roven brzdné schopnosti nabité částice pro nepružné srážky.
Koncept LET byl zaveden v padesátých letech 20. století.